# Udby Sogn (Middelfart Kommune)
 For alternative betydninger, se Udby Sogn. (Se også artikler, som begynder med Udby Sogn)
Udby Sogn er et sogn i Middelfart Provsti (Fyens Stift). Sognet ligger i Middelfart Kommune. Indtil kommunalreformen i 2007 lå det i Nørre Aaby Kommune (Fyns Amt) og indtil kommunalreformen i 1970 lå det i Vends Herred (Odense Amt). I Udby Sogn ligger Udby Kirke.
I Udby Sogn findes flg. autoriserede stednavne:
- Limose (bebyggelse)
- Rolund (bebyggelse, ejerlav)
- Rolundbro (bebyggelse)
- Ronæs (bebyggelse, ejerlav)
- Ronæs Bro (bebyggelse)
- Ronæsskov (bebyggelse)
- Skadebjerg (bebyggelse)
- Udby (bebyggelse, ejerlav)
- Vesterdal (bebyggelse)
- Viby (bebyggelse, ejerlav)